# Lionel Tapscott
Lionel Eric Tapscott (* 18. März 1894 in Kimberley; † 7. Juli 1934 in Kapstadt) war ein südafrikanischer Tennis- und Cricketspieler.

## Leben
Tapscott nahm 1912 am Tenniswettbewerb der Olympischen Sommerspiele in Stockholm teil. Einzig im Rasen-Einzel spielte er und konnte dort nach Siegen über Jiří Kodl, Fritz Felix Pipes und Jean-François Blanchy das Achtelfinale erreichen, wo er dem späteren Vierten Ladislav Žemla nach einer 2:0-Satzführung noch unterlag. Außerhalb seines Heimatlandes spielte Tapscott nur im Jahr 1912. In diesem Jahr nahm er auch das einzige Mal an den Wimbledon Championships teil. Im Doppel trat er zu seinem Match letztlich nicht an.
Tapscott war besser bekannt für sein Cricket. Er spielte 1923 zwei Länderspiele für die Südafrikanische Cricket-Nationalmannschaft und kam in 39 First-Class-Partien zum Einsatz. Sein Bruder George Tapscott spielte ebenfalls Cricket, seine Schwester Billie Tapscott war Tennisspielerin und sorgte 1927 in Wimbledon für Furore, als sie sich nicht an die Kleiderordnung hielt.